# Lena Kolarska-Bobińska
Lena Barbara Kolarska-Bobińska, née le 3 décembre 1947 à Prague (Tchécoslovaquie), est une femme politique et scientifique polonaise, membre de la Plate-forme civique (PO). Elle est ministre de la Science de 2013 à 2015.

## Biographie

### Formation
Elle est diplômée de sociologie de l'université de Varsovie. Elle suit des études post-doctorales à l'université Stanford » et à la Business School de l'université Carnegie-Mellon.

### Carrière scientifique
De 1991 à 1997, elle est la directrice de CBOS, le plus grand centre de recherches de l'opinion publique de la Pologne. De 1997 à 2009, elle est présidente de l'Institut des affaires publiques de Pologne, un think tank libéral indépendant.
Lena Kolarska-Bobińska est membre de beaucoup de et comités d'association et consultatifs polonais et internationaux. Elle a été membre du conseil économique du Président Lech Wałęsa (1992-1995), conseiller du négociateur en chef pour l'accession de la Pologne vers l'UE (1998-2001) et membre du groupe de réflexion du président de la République Aleksander Kwaśniewski (2001-2005).
Lena Kolarska-Bobińska est auteur de plus de 150 publications, livres et articles. Elle est conférencière dans des universités en Pologne et à l'étranger. Fréquemment, elle présente ses observations sur des développements politiques et sociaux pour des médias polonais et internationaux, notamment dans le journal français Les Échos où elle est une chroniqueuse régulière.

### Carrière politique
Aux élections européennes du 7 juin 2009, elle est élue députée européenne dans la voïvodie de Lublin. Au sein du Parlement européen, elle siège au groupe du Parti populaire européen et à la commission de l'Industrie, de la Recherche et de l'Énergie.
Lors du remaniement ministériel du 21 novembre 2013, Lena Kolarska-Bobińska est nommée ministre de la Science et de l'Enseignement supérieur dans le gouvernement dirigé par le libéral Donald Tusk (Plate-forme civique) et y reste jusqu'en 2015 dans celui d'Ewa Kopacz

## Publications
- Aspirations, Values and Interests. Poland 1989-94, Instytut Filozofii i Socjologii Polskiej Akademii Nauk, 1994
- Centralization and Decentralization: Decisions, Power, Myth, Ossolineum, 1984,
- Cztery reformy. Od koncepcji do realizacji (en collaboration), Instytut Spraw Publicznych, 2000
- Obraz Polski i Polaków w Europie (en collaboration), Instytut Spraw Publicznych, 2003.
- Polacy wobec wielkiej zmiany. Integracja z Unią Europejską (en collaboration), Instytut Spraw Publicznych, 2001
- Przed referendum europejskim, absencja, sprzeciw, poparcie (en collaboration) Instytut Spraw Publicznych, 2003.
- seria “Polacy '80”, “Polacy '81”, “Polacy '84”,  “Polacy '88”, “Polacy '90”, “Polacy '95” (en collaboration) Instytut Filozofii i Socjologii Polskiej Akademii Nauk.
- Świadomość ekonomiczna społeczeństwa i wizerunek biznesu (en collaboration), Instytut Spraw Publicznych, Warszawa 2004.